# Clarence Bijl
Clarence Bijl (Dordrecht, 2 augustus 1998) is een Nederlands voetballer die als verdediger voor SC Feyenoord speelt.

## Carrière
Clarence Bijl speelde in de jeugd van VV Maasdam, FC Binnenmaas en Feyenoord. In 2017 vertrok hij bij Feyenoord, waarna hij een amateurcontract voor één jaar bij FC Dordrecht tekende. Hij debuteerde voor FC Dordrecht in het betaald voetbal op 25 augustus 2017, in de met 2-1 gewonnen thuiswedstrijd tegen Jong FC Utrecht. Hij kwam in de 74e minuut in het veld voor Mailson Lima. In de zomer van 2018 liet hij FC Dordrecht achter zich en trok hij naar amateurclub ASWH.

### Statistieken
| Seizoen                     | Club           | Land           | Competitie         | Competitie | Competitie | Beker | Beker | Totaal | Totaal |
| Seizoen                     | Club           | Land           | Competitie         | Wed.       | Dlp.       | Wed.  | Dlp.  | Wed.   | Dlp.   |
| --------------------------- | -------------- | -------------- | ------------------ | ---------- | ---------- | ----- | ----- | ------ | ------ |
| 2017/18                     | FC Dordrecht   | Nederland      | Eerste divisie     | 1          | 0          | 0     | 0     | 1      | 0      |
| 2018/19                     | ASWH           | Nederland      | Derde Divisie zat. | 20         | 0          | 3     | 0     | 23     | 0      |
| 2019/20                     | ASWH           | Nederland      | Tweede divisie     | 24         | 3          | 1     | 0     | 25     | 3      |
| 2020/21                     | ASWH           | Nederland      | Tweede divisie     | 6          | 2          | 1     | 0     | 7      | 2      |
| 2021/22                     | ASWH           | Nederland      | Tweede divisie     | 29         | 2          | 1     | 0     | 30     | 2      |
| Carrièretotaal              | Carrièretotaal | Carrièretotaal | Carrièretotaal     | 80         | 7          | 6     | 0     | 86     | 7      |
| Bijgewerkt op 12 maart 2023 |                |                |                    |            |            |       |       |        |        |